# Grace Clara Stone

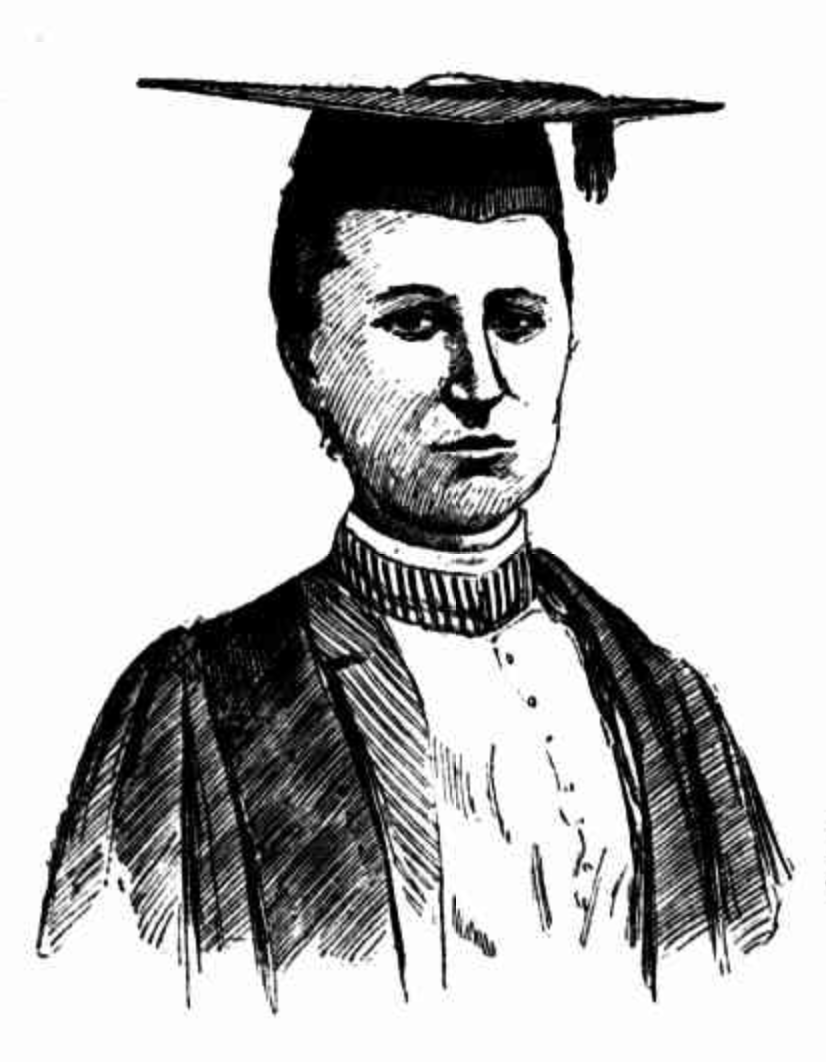
Grace Clara Stone, 1891

Grace Clara Stone (12 de enero de 1860 - 10 de mayo de 1957) fue una médica de Australia.

## Biografía
Grace Clara Stone fue la hija menor de William y Betsy Stone; nació en Hobart (Tasmania) el 12 de enero de 1860. En la elección de sus estudios, siguió los pasos de su hermana, Constance Stone, quien fue la primera mujer que ejerció la Medicina en su país.
Clara Stone fue una de las dos primeras mujeres en graduarse con honores de la carrera de Medicina en la Universidad de Melbourne en 1891. Después de obtener su título, trabajó junto a su hermana en un consultorio externo de un centro de salud gratuito.
Stone fue la primera presidenta de la Sociedad Médica Femenina de Victoria, fundada en 1895, y una de las tres fundadoras del Hospital de la Reina Victoria, el primer hospital de Australia creado por mujeres y para mujeres. Trabajó allí hasta 1919, cuando se retiró y mantuvo su consultorio privado en St Kilda. El 10 de mayo de 1957 falleció en su casa y sus restos fueron cremados.

## Reconocimiento
De las tres «doctoras Stone», entre las que se cuentan su hermana Constance y su prima, Mary Page Stone, Clara era considerada «la que trabajaba duro, una mujercita pequeña, como un pajarito, pero de carácter indómito y una amiga leal para las nuevas generaciones del Hospital de la Reina Victoria».
En 2007, Stone fue incluida en el Cuadro de honor de mujeres de Victoria.